# Tejo (1901)
Tejo – portugalski niszczyciel z początku XX wieku. Okręt został zwodowany 27 października 1901 roku w stoczni Arsenal da Marinha w Lizbonie, a w skład Marinha Portuguesa wszedł w 1904 roku. Jednostka zatonęła w 1910 roku, po czym została podniesiona i odbudowana. Niszczyciel skreślono z listy floty w 1929 roku.

## Projekt i budowa
„Tejo” był pierwszym portugalskim niszczycielem, początkowo klasyfikowanym jako kanonierka torpedowa lub krążownik torpedowy . 
„Tejo” zbudowany został w stoczni Arsenal da Marinha w Lizbonie . Stępkę okrętu położono w 1901 roku, został zwodowany w obecności króla Karola I 27 października 1901 roku, a ukończono go w 1904 roku .

## Dane taktyczno-techniczne
„Tejo” był niewielkim, czterokominowym niszczycielem, z kadłubem wykonanym ze stali niklowej . Długość wynosiła 70 metrów, szerokość 6,96 metra, a maksymalne zanurzenie 2,51 metra . Wyporność normalna wynosiła 522 tony. Okręt napędzany był przez dwie maszyny parowe potrójnego rozprężania o mocy 7000 KM, do których parę dostarczały cztery kotły . Prędkość maksymalna napędzanego dwiema śrubami okrętu wynosiła 25 węzłów. Okręt mógł zabrać zapas węgla o masie 155 ton .
Na uzbrojenie artyleryjskie okrętu składały się: pojedyncze działo kalibru 100 mm (3,9 cala) A10 L/28 na rufie, pojedyncze działo 9-funtowe kal. 65 mm L/40 na dziobie i cztery pojedyncze działa 3-funtowe kal. 47 mm Hotchkiss M1885 L/40 . Uzbrojenie uzupełniały dwie pojedyncze wyrzutnie torpedowe kal. 356 mm (14 cali) . 
Załoga okrętu składała się z 5 oficerów oraz 80 podoficerów i marynarzy.

## Służba
W 1910 roku „Tejo” zatonął, lecz został podniesiony i poddany odbudowie powiązanej z kompleksową przebudową . M.in. zdemontowano kotły, instalując w zamian dwa typu White-Forster (w związku z tym usunięto dwa kominy) . Modernizacja objęła też uzbrojenie, które składało się od tej pory z pojedynczej armaty kal. 100 mm L/45, pojedynczej armaty kal. 76 mm L/40, dwóch pojedynczych działek kal. 47 mm L/40 i dwóch wyrzutni torpedowych kal. 356 mm . Okręt został ponownie wcielony do służby dopiero w 1917 roku, już jako NRP „Tejo” .
Jednostka została skreślona z listy floty w 1929 roku, po 25 latach służby .